# Makrokylindrus omorii
Makrokylindrus omorii är en kräftdjursart som först beskrevs av Gamo 1968.  Makrokylindrus omorii ingår i släktet Makrokylindrus och familjen Diastylidae. Inga underarter finns listade i Catalogue of Life.